# 李安社
李 安社（り あんしゃ、? - 至元11年（1274年）12月）は、李氏朝鮮の初代君主・太祖李成桂の高祖父。李成桂が朝鮮を建国すると穆王と追尊し、太宗は廟号を穆祖（목조）、諡号を仁文聖穆大王（인문성목대왕）とした。

## 生涯
全州の豪族家門に李陽茂の子として生まれた。『李朝実録総序』によると、祖父は高麗朝廷で内侍執奏を務めた李璘であり、侍中の文克謙の娘と結婚して李陽茂が産まれ、李陽茂は上将軍の李康済の娘と結婚して李安社が産まれたと記録されている。李璘は庚寅の乱を主導して武臣政権の最初の執権者となった李義方の弟だったが、1174年に李義方が鄭仲夫に殺害されると、残った一族を連れて故郷の全州に都落ちし、家門を保全させたという。李陽茂の経歴は知られておらず、ただし『高麗史』の選挙志に高宗8年（1221年）に選抜された86人の科挙及第者中の一人として陽茂の名前が言及されているが、彼が李安社の父と同一人物かどうかは確認されていない。
李安社が20代の頃、官衙の妓をめぐって山城別監（地元の役人）と争いが起き、全州の按廉使（地方長官）が軍を動員する事態にまで至ると、李安社は急いで一族郎党の170余戸を率いて三陟に逃げた。三陟に着いて船を建造し、モンゴル軍と倭寇の襲来に備えたが、全州で争った山城別監が新しい按廉使として赴任すると、李安社は再び海路を通じて東北面の宜州（元山市）に移住し、後に従う民を集め勢力を育てた。当時はモンゴルが高麗に侵入していた時期であり、李安社は高麗朝廷から宜州兵馬使に任命され、高原（高原郡）を守りモンゴル軍を防御する任務を担うことになった。しかし、双城に駐屯したモンゴルの山吉大王が鉄嶺（高山郡）以北を取る過程で李安社にも使節を送り投降を勧めると、李安社は配下の1千余号と共にモンゴルに投降し、手厚い待遇を受けながらすぐに開元路（zh）に属する斡東（慶興郡の豆満江対岸で現在はロシア領）に移った。『李朝実録』によると、これは1254年のことである。
1255年、モンゴルにより斡東千戸所を治める達魯花赤に任命された。至元11年（1274年）12月に死亡し、孔州城（慶興郡）の南に葬られたが、朝鮮開国後に咸州（咸興市）の韃靼洞に改葬され徳陵と称された。

## 子孫
6人の男子が知られている。
1. 安川大君 李於仙
2. 安原大君 李珍
3. 安豊大君 李精
4. 翼祖 李行里[1]
  - 孫
    1. 咸寧大君 李安
    2. 咸昌大君 李長
    3. 咸原大君 李松
    4. 度祖 李椿（モンゴル名：孛顔帖木児）[2]
      - 曾孫
        1. 桓祖 李子春（モンゴル名：吾魯思不花）
          - 玄孫
            1. 太祖 李成桂

    5. 咸川大君 李源
    6. 咸陵大君 李古泰
    7. 咸陽大君 李腆
    8. 咸城大君 李応巨
5. 安昌大君 李梅拂
6. 安興大君 李球寿